# Moïse et Pharaon
Moïse et Pharaon, ou Le passage de la Mer Rouge (títol original en francès; Moisès i Faraó, o El creuament del mar Roig) és una òpera en quatre actes amb música de Gioacchino Rossini i llibret en francès de Luigi Balocchi i Étienne de Jouy. Es va estrenar a París el 26 de març de 1827 a l'Òpera de París.
Amb Moïse et Pharaon, que va aprofitar una egiptologia en voga durant el Primer Imperi, el compositor de 32 anys, autor ja d'una trentena òperes. Rossini va transformar l'òpera Mosè in Egitto ampliant-la amb noves aportacions: es va modificar el llibret, es van alterar els noms d'alguns personatges, es va afegir música inèdita i un ballet, a més de reordenar la composició original per crear una versió renovada. La pregària de Moisès de l'Acte IV, una peça commovedora i carregada d'emoció, va ser interpretada durant la cerimònia de retorn de les restes del compositor a la basílica de la Santa Creu de Florència el 1887, vint anys després de la seva mort.

## Origen i context
Durant la seva primera estada a París (1824-1829), Rossini va emprendre diverses iniciatives compositives, com la magnífica obra d'ocasió, Il viaggio a Reims, després reelaborada com Le Comte Ory, i les adaptacions de títols napolitans com Le Siège de Corinthe i Moïse et Pharaon, a més de la monumental Guillaume Tell. Moïse va ser, des del punt de vista artístic, la que va obtenir menys èxit.
Durant l'estiu de 1824, Rossini va viatjar a Londres, on va presentar diverses de les seves òperes i va rebre una generosa compensació actuant en esdeveniments musicals organitzats per l'aristocràcia britànica. A Brighton, va participar en una sessió de la cort, on va cantar un duet amb el rei Jordi IV. En tornar a París, va ser designat director del Théâtre-Italien, amb un contracte que l'obligava a supervisar produccions tant de les seves pròpies òperes com d'altres compositors, a més d'escriure noves obres en francès per a l'Opéra (Théâtre de l'Académie Royale de Musique).
Les obres en francès van tardar a materialitzar-se, ja que Rossini havia d'adaptar-se a la prosòdia del nou idioma i ajustar el seu estil compositiu a les expectatives dels seus nous espectadors. Especialment, va haver de modificar el seu treball per satisfer la predilecció parisenca per les grans escenes corals i els escenaris majestuosos. Mentre es preparava per presentar una òpera en francès, li van encarregar de compondre una peça en honor de la coronació el juny de 1825 de Carles X a la catedral de Reims. La peça, titulada Il viaggio a Reims, va ser escrita amb llibret italià i presentada al Théâtre-Italien el 19 de juny, rebent un èxit aclaparador amb tres funcions esgotades. Tot i això, Rossini la va retirar ràpidament, considerant-la una obra feta per a l'ocasió. Posteriorment, va reutilitzar una part significativa d'aquesta música en la seva òpera còmica en francès, Le Comte Ory.
Rossini va optar per seguir una pràctica que després també adoptarien Donizetti i Verdi: revisar una obra anterior amb un nou llibret. La primera d’aquestes revisions va ser Le Siège de Corinthe, basada en la seva òpera Maometto II de sis anys enrere. Aquesta nova versió es va estrenar amb un èxit aclaparador a l'Opéra el 9 d'octubre de 1826 i va aconseguir superar les cent representacions en tretze anys. L’escenografia parisenca va ser sumptuosa, amb un quadre final que mostrava la destrucció i incendi de Corint, amb una potència visual i emocional que impressionava el públic. Molts crítics han assenyalat aquesta obra com el punt de partida real de la grand opéra.
Moïse et Pharaon va seguir sis mesos més tard, el 6 de març de 1827, també per a l'Opéra. Va ser acollida amb un abast encara més gran que la seva predecessora. En aquell moment, Egipte era un tema popular a França, especialment a causa de la campanya de Napoleó que havia tingut lloc recentment. L'obra es va convertir en un autèntic èxit, mantenint-se al repertori fins al 1865, un fet poc comú durant el segle xix.
Rossini va incorporar música de ballet del seu anterior treball, Armida, per al tercer acte. Malgrat que es va reutilitzar una gran quantitat de música de Mosè in Egitto, les noves adaptacions i afegits van influir en tots els aspectes de l'obra. En la seva etapa a Nàpols, Rossini havia creat un estil ric en coloratura, dissenyat per mostrar les habilitats dels cantants. Per a la versió parisenca, va simplificar l'ornamentació vocal, per construir línies melòdiques més clares i donant un paper més rellevant al cor, que representava els Fills d'Israel.

## Representacions
Es va estrenar a París el 26 de març de 1827 a l'Òpera de París. El mateix any es va traduir a l'italià amb el títol de Mosè et Faraone i, de vegades com Il Nuovo Mosè. Amb el temps, els francesos van simplificar encara més el títol italià, quedant-se només amb Mosè. La primera presentació a Itàlia es va realitzar com un oratori (1829) i posteriorment va ser adaptada com a òpera. Amb dues versions disponibles en italià, els directors d'òpera van començar a seleccionar i combinar elements de cadascuna, creant les seves pròpies variacions. Aquesta òpera, en les seves múltiples adaptacions, va continuar formant part del repertori fins al 1865.